# کوه مند

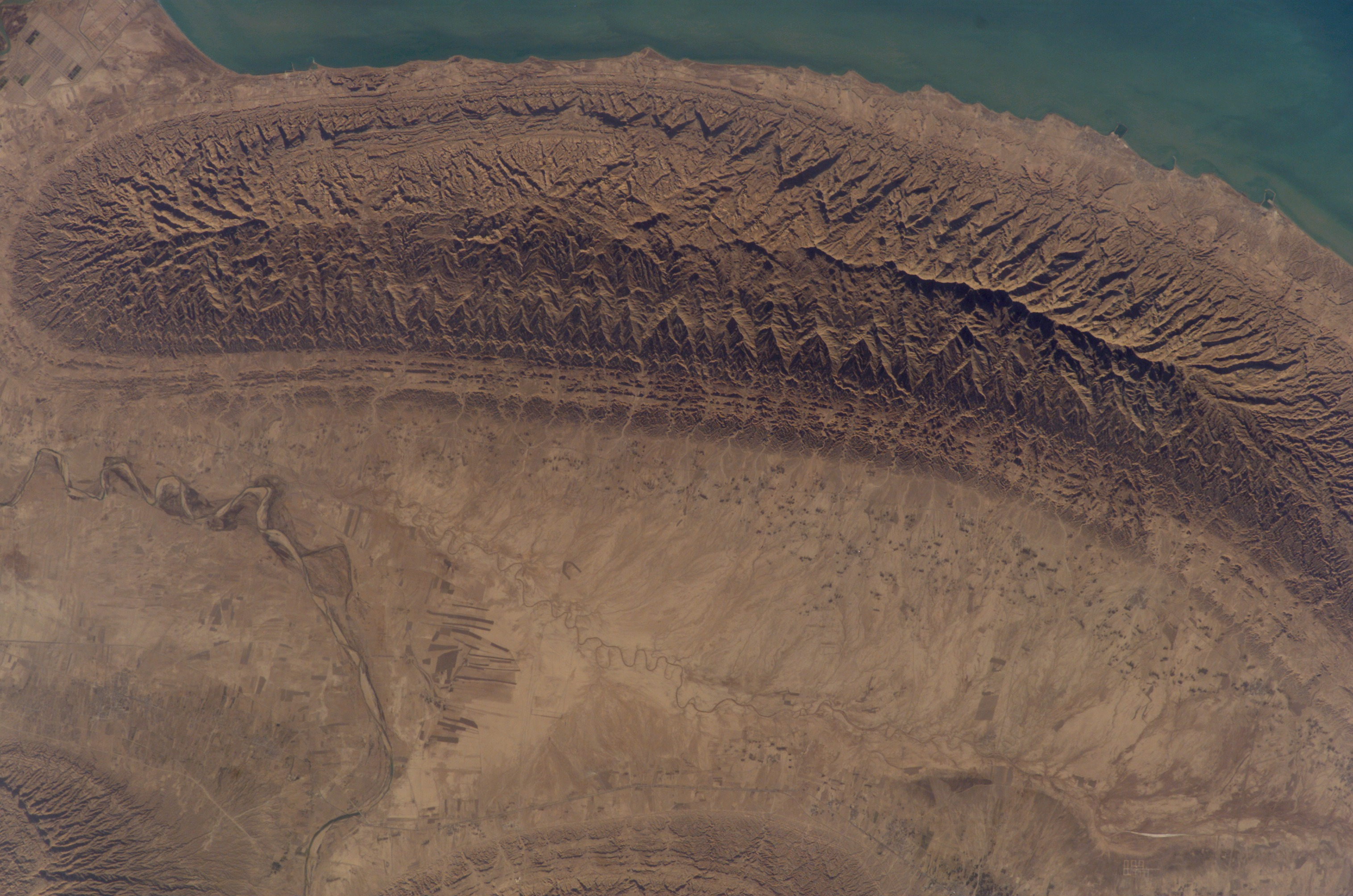
کوه مُند

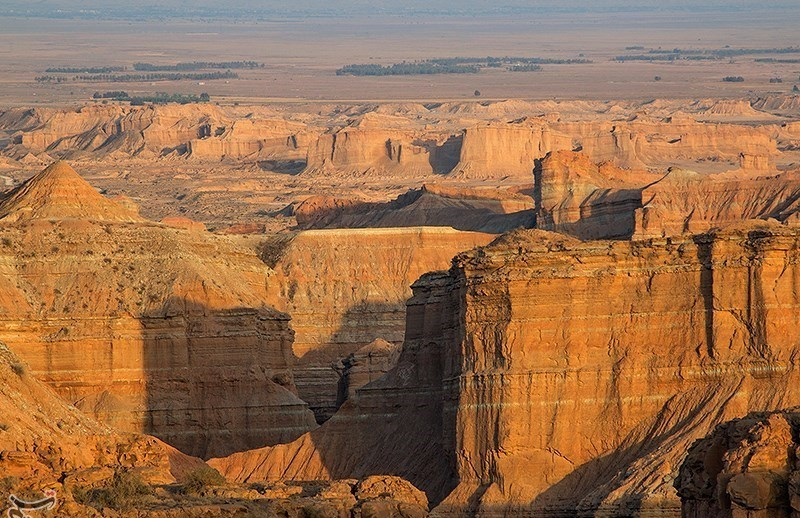
کلوت‌های مُند

کوه مند، در رشته کوه کار یا کارتنگ سواحل تنگستان و دشتی در استان بوشهر قرار دارد.

## کلوتهای مند
کوه مند دارای یکی از زیباترین و بزرگ‌ترین مجموعه کلوتهای ایران به‌شمار می‌رود. این کلوتها بر اثر فرسایش باد و منطبق با مسیر بادهای غالب منطقه است. تعداد قابل توجهی از این کلوت‌های زیبا مابین روستای چاوشی از شهرستان دشتی و روشتای باشی از منطقه دلوار تنگستان به وضوح قابل مشاهده می‌باشد. کلوت‌های زیبای مند باعث شده است سالانه این منطقه بکر شاهد حضور تعداد زیادی از گردشگران، هنرمندان، عکاسان و… در خود باشد.

## منطقه شکارممنوع مند
منطقه شکارممنوع کوه مند شهرستان دشتی بیش از ۳۶ هزار هکتار مساحت دارد. چند منطقه دیگر شهرستان دشتی شامل کوه سیاه، کوه چاهگاه، کوه کردلان، کوه بیرمی و حاشیه رودخانه مند دشتی به دلیل پوشش گیاهی مناسب و شرایط بسیار مساعد آب و هوایی شرایط لازم برای تبدیل به منطقه شکارممنوع دارد و پیگیری لازم برای تبدیل این مناطق به شکارممنوع انجام شده است.